# Synodontis nigriventris
Synodontis nigriventris és una espècie de peix de la família dels mochòkids i de l'ordre dels siluriformes que es troba a la conca del riu Congo (Àfrica).
Els mascles poden assolir els 9,6 cm de llargària total.